# Vívás az 1936. évi nyári olimpiai játékokon
Az 1936. évi nyári olimpiai játékokon vívásban hét versenyszámot rendeztek. Férfi vívásban mindhárom fegyvernemben kiírták az egyéni és csapatversenyt is, női vívásból csak a tőr egyéni verseny szerepelt a programban.

## Éremtáblázat
(Magyarország és a hazai csapat eltérő háttérszínnel, az egyes számoszlopok legmagasabb értéke, vagy értékei vastagítással kiemelve.)
| Az 1936. évi nyári olimpiai játékok éremtáblázata vívásban | Az 1936. évi nyári olimpiai játékok éremtáblázata vívásban | Az 1936. évi nyári olimpiai játékok éremtáblázata vívásban | Az 1936. évi nyári olimpiai játékok éremtáblázata vívásban | Az 1936. évi nyári olimpiai játékok éremtáblázata vívásban | Olimpia  |
| ---------------------------------------------------------- | ---------------------------------------------------------- | ---------------------------------------------------------- | ---------------------------------------------------------- | ---------------------------------------------------------- | -------- |
|                                                            | Ország                                                     | Arany                                                      | Ezüst                                                      | Bronz                                                      | Összesen |
| 1.                                                         | Olaszország (ITA)                                          | 4                                                          | 3                                                          | 2                                                          | 9        |
| 2.                                                         | Magyarország (HUN)                                         | 3                                                          | 0                                                          | 1                                                          | 4        |
|                                                            |                                                            |                                                            |                                                            |                                                            |          |
| 3.                                                         | Franciaország (FRA)                                        | 0                                                          | 2                                                          | 1                                                          | 3        |
| 4.                                                         | Németország (GER)                                          | 0                                                          | 1                                                          | 2                                                          | 3        |
| 5.                                                         | Svédország (SWE)                                           | 0                                                          | 1                                                          | 0                                                          | 1        |
|                                                            |                                                            |                                                            |                                                            |                                                            |          |
| 6.                                                         | Ausztria (AUT)                                             | 0                                                          | 0                                                          | 1                                                          | 1        |
|                                                            |                                                            |                                                            |                                                            |                                                            |          |
| Összesen                                                   | Összesen                                                   | 7                                                          | 7                                                          | 7                                                          | 21       |

## Érmesek

### Női
| Az 1936. évi nyári olimpiai játékok női érmesei vívásban |                                 |                                  |                              |
| Versenyszám                                              | Arany                           | Ezüst                            | Bronz                        |
| tőr, egyéni                                              | Elek Ilona · Magyarország (HUN) | Helene Mayer · Németország (GER) | Ellen Preis · Ausztria (AUT) |

## Magyar részvétel
Az olimpián tizenkilenc vívó – tizenhat férfi és három nő – képviselte Magyarországot. A magyar vívók összesen 
- három első,
- egy harmadik és
- egy negyedik

helyezést értek el, és ezzel huszonnyolc olimpiai pontot szereztek. A legeredményesebb magyar vívó Kabos Endre volt.
A következő táblázat eltérő háttérszínnel jelöli, hogy a magyar vívók mely versenyszámokban indultak, illetve feltünteti, hogy – ha az első hat között végeztek, – hányadik helyezést értek el:
| Magyar részvétel az 1936. évi nyári olimpiai játékok vívóversenyein |        |        |        |        |           |           |
| Vívó                                                                | tőr    | tőr    | kard   | kard   | párbajtőr | párbajtőr |
| Vívó                                                                | egyéni | csapat | egyéni | csapat | egyéni    | csapat    |
| Bartha Rezső                                                        |        |        |        |        |           |           |
| Bay Béla                                                            |        |        |        |        |           |           |
| Berczelly Tibor                                                     |        |        |        | 1.     |           |           |
| Bezzegh-Huszágh István                                              |        |        |        |        |           |           |
| Bogen Erna                                                          |        |        |        |        |           |           |
| Borovszky Jenő                                                      |        |        |        |        |           |           |
| Dunay Pál                                                           |        |        |        |        |           |           |
| Elek Ilona                                                          | 1.     |        |        |        |           |           |
| Gerevich Aladár                                                     |        |        | 3.     | 1.     |           |           |
| Hátszegi József                                                     |        |        |        |        |           |           |
| Hátszegi Ottó                                                       |        |        |        |        |           |           |
| Kabos Endre                                                         |        |        | 1.     | 1.     |           |           |
| Kovács Pál                                                          |        |        |        | 1.     |           |           |
| Maszlay Lajos                                                       |        |        |        |        |           |           |
| Rajcsányi László                                                    |        |        | 4.     | 1.     |           |           |
| Rajczy Imre                                                         |        |        |        | 1.     |           |           |
| Székelyhidy Tibor                                                   |        |        |        |        |           |           |
| Vargha Ilona                                                        |        |        |        |        |           |           |
| Zirczy Antal                                                        |        |        |        |        |           |           |